# Salvador Calvo
Salvador Calvo (Madrid, 12 d'agost de 1970) és un director de cinema espanyol. Ha realitzat minisèries i treballs per a la televisió. Entre els seus treballs figuren Alakrana, Niños robados, Motivos personales i Hermanos. En 2016 va estrenar el seu primer llargometratge: 1898: Los últimos de Filipinas.

## Trajectòria

### Cinema
- 2016 - 1898: Los últimos de Filipinas.
- 2019 - Maras (curtmetratge).
- 2020 - Adú.

### Televisió
- 2016-Lo que escondían sus ojos (minisèrie de 4 capítols). Produïda per MOD producciones i Mediaset.
- 2015 -El padre de Caín (minisèrie de 2 capítols). Produïda per Boomerang TV i Mediaset.
- 2014 - 2015 Los nuestros (minisèrie de 3 capítols). Produïda per Multipark i Mediaset.
- 2013 –Las aventuras del capitán Alatriste (4 capítols de la sèrie rodada a Budapest). Produïda per DLO producciones i Mediaset.
- 2012 - 2013 -Hermanos (minisèrie de 6 capítols, dels que ha dirigit 4). Produïda per Multipark i Mediaset.
- 2012 -Niños robados (minisèrie). Produïda per MOD producciones i Mediaset.
- 2012 -Hansel y Gretel (capítol de la sèrie Cuentos del siglo XXI) Produïda per Antena 3 i Eyeworks.
- 2011 -Mario Conde. Los días de gloria (minisèrie). Produïda per Telecinco i DLO producciones.
- 2010- La duquesa II (minisèrie). Produïda per Telecinco i Ficciona Media.
- 2010- Alakrana (minisèrie). Produïda per Zentropa, Fausto Producciones i Telecinco Cinema.
- 2009- La duquesa (minisèrie). Produïda per Telecinco i Ficciona Media.
  - Paquirri (minisèrie). Produïda per Telecinco i Ficciona Media.
  - Los misterios de Laura capítol 3 de la sèrie per TVE. Prod: Ida y Vuelta.
- 2007 - 2008- Sin tetas no hay paraíso, sèrie de Telecinco. Prod: Grundy.
- 2007- RIS Científica, sèrie de Telecinco. Prod: Videomedia.
- 2006- Masala, pel·lícule per Telecinco. Prod: Flamenco Films. Premi Millor Director Festival de Cinema d'Alacant.
- 2006- Los simuladores -episodi “Recursos Humanos”, canal CUATRO. Prod: Notro films i Columbia Pictures.
- 2005 - 2004- Motivos personales, sèrie de Telecinco. Prod: Ida y Vuelta.
- 2003 Casi perfectos, sèrie de Antena 3. Prod: Globomedia.
- 2002 Una nueva vida, sèrie de Telecinco. Prod: Ida y Vuelta.
- 2001 Policías, en el corazón de la calle, sèrie de Antena 3. Prod: Globomedia.

## Premis i reconeixements
El 18 de març de 2017 Salvador Calvo va rebre el Premi de San Pancracio d'Honor del Festival Solidari de Cinema Espanyol de Càceres al costat dels actors Roberto Álamo, Laia Marull, Carlos Santos, Anna Castillo i Petra Martínez, el director Koldo Serra i el director artístic i escenògraf Marcelo Pacheco.
En 2016 va estar nominat a millor director novell als XXXI Premis Goya per la pel·lícula 1898: Los últimos de Filipinas.
En 2020 va estar nominat a millor curtmetratge de ficció als XXXIV Premis Goya pel curtmetratge Maras.